# Білостоцький в'їзд (Харків)
Білосто́цький в'їзд — в'їзд у Салтівському районі міста Харкова. Примикається до вулиці Івана Камишева. Нумерація будинків ведеться від вулиці Івана Камишева.

## Походження назви
В'їзд названий на честь польського міста Білосток.

## Опис вулиці
Довжина в'їзду — 182 метри. Покриття  — асфальт. Починається на розі з вулицею Івана Камишева і закінчується тупиком біля воріт підприємства. Напрям з півдня на північ. Примикань немає.
Автомобільний рух — по одній смузі в кожен бік. Дорожня розмітка — відсутня. Світлофорів немає. Тротуарів немає.
Забудова двоповерхова, переважно промислово-комерційна. Лише один житловий будинок на розі з вулицею Івана Камишева.
З комерції переважно склади і офіси; сервісний центр, аптечний склад тощо.

## Транспорт
Безпосередньо по вулиці громадський транспорт не ходить.

### Трамвай
- Маршрут № 6 (Вокзальна-602-й мікрорайон) — зупинка Вулиця Ахієзерів знаходиться в 460 метрах від початку в'їзду на розі вулиці Михайлика і Салтівським шосе.
- Маршрут № 8 (Вул. Одеська-602-й мікрорайон) — зупинка Вулиця Ахієзерів знаходиться в 460 метрах від початку в'їзду на розі вулиці Михайлика і Салтівським шосе.
- Маршрут № 16 та 16а (Салтівська-Салтівська) — зупинка Вулиця Івана Камишева знаходиться в 300 метрах на вулиці Академіка Павлова біля початку парку Пам'яті.
- Маршрут № 27 (Салтівська-Новожанове) — зупинка Вулиця Івана Камишева знаходиться в 300 метрах на вулиці Академіка Павлова біля початку парку Пам'яті.

### Метрополітен
- Ст. метро «Академіка Барабашова» — у 1 100 метрах від кінця вулиці.

### Автобус
- Маршрут № 11е (Григорівське шосе-602-й мікрорайон) — зупинка Вулиця Михайлика знаходиться в 460 метрах від початку в'їзду на розі вулиці Михайлика і Салтівським шосе.
- Маршрут № 231е (Ст. метро «Центральний ринок»-602-й мікрорайон) — зупинка Вулиця Михайлика знаходиться в 460 метрах від початку в'їзду на розі вулиці Михайлика і Салтівським шосе.
- Маршрут № 233е (Ст. метро «Ярослава Мудрого»-602-й мікрорайон) — зупинка Вулиця Михайлика знаходиться в 460 метрах від початку в'їзду на розі вулиці Михайлика і Салтівським шосе.
- Маршрут № 279е (вул. Власенка-вул. Світла) — зупинка Вулиця Михайлика знаходиться в 460 метрах від початку в'їзду на розі вулиці Михайлика і Салтівським шосе.

### Маршрутні таксі
- Маршрут № 11е (Григорівське шосе-602-й мікрорайон) — зупинка Вулиця Михайлика знаходиться в 460 метрах від початку в'їзду на розі вулиці Михайлика і Салтівським шосе.
- Маршрут № 233е (Ст. метро «Ярослава Мудрого»-602-й мікрорайон) — зупинка Вулиця Михайлика знаходиться в 460 метрах від початку в'їзду на розі вулиці Михайлика і Салтівським шосе.